# Viaduc d'Akragas
Le viaduc d'Akragas (également connu sous le viaduc Morandi) est un ouvrage qui comprend deux viaducs longs de 1 402 mètres (viaduc Akragas I) et 868 mètres (viaduc Akragas II) qui relient Villaseta et Monserrato, à Agrigente, en Sicile. L'ouvrage fait partie de la route nationale 115 (quater Sud Occidentale Sicula). 
Conçu par Riccardo Morandi en 1970, le pont a été fermé en mars 2015 par l'ANAS en raison de dommages structurels aux piles et pour des travaux de consolidation. 
Il est rouvert en 2017 en raison de diverses plaintes, mais en raison de rapports déclarant des dommages à la structure des pylônes, le viaduc est de nouveau fermé en mai de la même année. Les rénovations (toujours pas commencées en janvier 2020), pour un coût d'environ 30 millions d'euros, doivent s'achever en 2021,. 
En février 2020, l'ANAS annonce que le début des travaux sur la partie la plus importante du viaduc Akragas I est reporté à la fin de l'année 2020. 